# Combat de Nampala (2016)
Pour les articles homonymes, voir Combat de Nampala.
Guerre du Mali
Batailles
Le combat de Nampala du 19 juillet 2016 a lieu pendant la guerre du Mali. Il oppose l'armée malienne à des rebelles peuls d'Ansar Dine et de l'ANSIPRJ qui s'emparent de la petite ville de Nampala.

## Déroulement
Trois mois avant l'attaque, Human Rights Watch avait dénoncé « de nombreux cas de torture » commis par l'armée malienne dans le camp militaire de Nampala.
Le 19 juillet 2016, des rebelles attaquent la petite ville de Nampala tenue par l'armée malienne. Les assaillants lancent l'assaut vers cinq heures du matin à bord de véhicules très bien équipés,,,. Ils seraient venus avec 18 pick-up et 30 motos. Un premier groupe de plusieurs dizaines de combattants mène l'attaque contre le camp militaire, situé au sud de la ville. Un deuxième groupe attaque ensuite les postes et les check-points situés autour du camp principal, ce qui empêche les forces maliennes de se coordonner. Au cours de l'assaut, les djihadistes mettent le feu au camp militaire puis s'en emparent, ainsi que son poste de commandement,. Désorganisés, les soldats maliens prennent la fuite et battent en retraite vers Diabaly. Les rebelles peuls contrôlent alors la ville, pillent des boutiques et incendient les bâtiments publics avant de se replier vers 9 heures en direction de la forêt de Wagadou,,. 
Selon le gouvernement malien, Nampala est réoccupée par l'armée dans la soirée,. Mais le maire de la ville, Aba Brahima Ba, dément et affirme le 21 juillet qu'aucun militaire n'est présent à Nampala. Selon lui, le soir de l'attaque, les djihadistes regagnent la ville vers 21 heures et incendient une seconde fois le camp militaire,. Le lendemain, deux pick-up et des motos sont à nouveau aperçus, leurs occupants brûlent deux véhicules militaires à un checkpoint puis se retirent. Le 4 août, Abdoulaye Sidibé, porte-parole du ministère malien de la Défense, affirme que 500 soldats maliens avec 100 véhicules sont présents à Nampala.

## Revendications
L'attaque est d'abord revendiquée par l'Alliance nationale pour la sauvegarde de l'identité peule et la restauration de la justice (ANSIPRJ) par le biais de son secrétaire-général adjoint, Sidy Cissé, dans une brève communication téléphonique avec l'AFP. Il donne un bilan de huit morts et onze blessés du côté de l'armée contre trois blessés pour les membres de son mouvement. Il affirme également que cinq pick-up et deux camions ont été pris lors de l'attaque,,. 
Cependant, l'AFP indique que des sources de sécurité de la région doutent de cette revendication, estimant que l'ANSIPRJ n'a « pas la logistique d'envergure pour mener seul une opération de cette nature ». De plus des drapeaux noirs djihadistes ont été observés au cours des combats,,. Le maire de la ville indique également que selon les témoignages d'habitants, les assaillants avaient la peau blanche et n'étaient donc pas des Peuls.
Le soir du 19 juillet, la katiba Macina d'Ansar Dine — dont les combattants sont aussi en majorité des Peuls — revendique à son tour l'attaque dans un communiqué. Le groupe djihadiste affirme avoir mené une « très grande attaque » et tué « des dizaines de soldats »,. Le chef de la katiba, Mahmoud Barry, dit Abou Yehiya, prend très probablement part à l'attaque. Abdorrahmane Zaza, dit Abdorrahmane al-Targui, serait également impliqué dans l'attaque.
Pour le journaliste Lemine Ould Mohamed Salem, la revendication d'Ansar Dine semble la plus crédible, mais il souligne qu'il y a une grande perméabilité entre les groupes armés maliens et qu'il n'est pas impossible que certains éléments de l'ANSIPRJ aient participé à l'attaque.

## Pertes

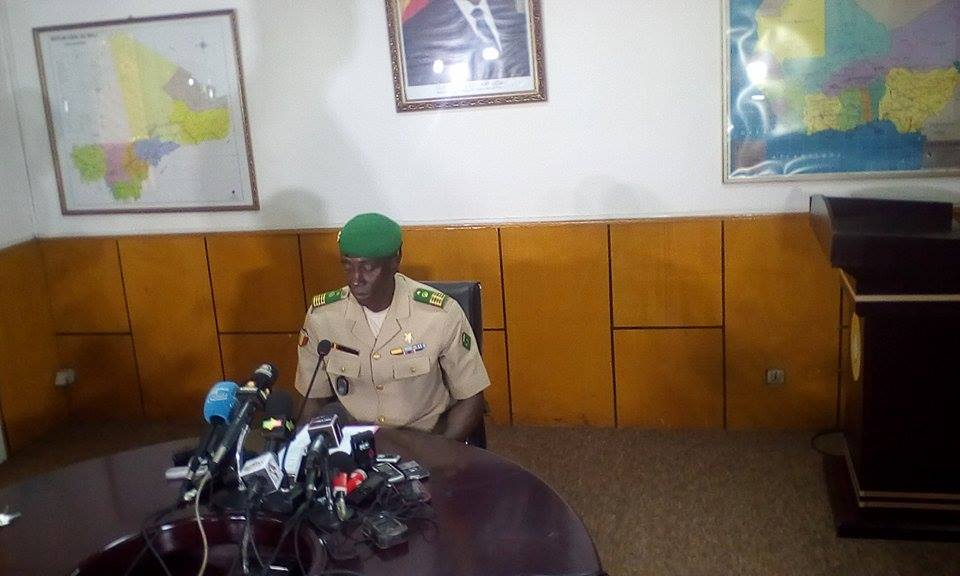
Abdoulaye Sidibé, porte-parole de l'armée malienne, lors d'une conférence de presse sur l'attaque le 4 août 2016.

Selon Souleymane Maiga, porte-parole de l'armée malienne, 12 soldats sont tués lors des combats et 27 sont également blessés d'après Ousmane Diallo, maire adjoint de Diabaly et une source de l'agence Reuters proche des services de sécurité. Le bilan est ensuite revu à la hausse et passe à 17 morts et 35 blessés,,. Le gouvernement malien décrète trois jours de deuil national et instaure l'état d'urgence,.
Cependant, selon l'agence Xinhua, deux soldats sont portés par erreur sur la liste des morts et réapparaissent en vie le 23 juillet après avoir fui en Mauritanie lors de l'attaque. RFI et Le Monde indiquent également que seulement quinze cercueils étaient présents au lieu de dix-sept lors de la cérémonie d'hommage organisée le 21 juillet à Ségou,. Selon l'armée malienne, pour « des raisons de force majeure », deux corps avaient dû être enterrés sur les lieux de l'attaque.
Une dizaine de jours après l'attaque, Ansar Dine donne également son bilan : il revendique la mort d'une vingtaine de militaires maliens et reconnait quatre tués dans ses rangs. Concernant le matériel militaire, le groupe affirme s'être emparé de quarante kalachnikovs, de cinq mitrailleuses 12,7, de cinq véhicules équipés d'armes lourdes et de cinq mitrailleuses BK.
La population civile ne semble pas avoir à déplorer de pertes. Selon le maire de Nampala, les habitants sont restés terrés chez eux lors des combats et aucune attaque contre des civils n'a été recensée.
Le 4 août, Ansar Dine diffuse une vidéo montrant cinq militaires maliens faits prisonniers lors de l'attaque de Nampala. Le même jour, le gouvernement malien donne un nouveau bilan. Abdoulaye Sidibé, porte-parole du ministère malien de la Défense, déclare que selon la conclusion d'une mission d'enquête, 17 soldats maliens ont été tués, 37 blessés, et six autres sont portés disparus,.
En octobre 2017, les djihadistes, désormais regroupés au sein du Groupe de soutien à l'islam et aux musulmans, diffusent une nouvelle vidéo de onze militaires maliens capturés entre juillet 2016 et mars 2017,,.